# Elena Georgescu
Elena Georgescu-Nedelcu (Boekarest, 10 april 1964) is een Roemeens voormalig stuurvrouw bij het roeien. Georgescu maakte haar debuut met de wereldtitel in de acht tijdens de wereldkampioenschappen roeien 1990. Tijdens Georgescu haar eerste olympische optreden in 1992 stuurde ze de Roemeense acht naar de zilveren medaille. Vier later in Atlanta won Georgescu met de Roemeense acht de olympische gouden medaille. Georgescu stuurde de Roemeense acht naar drie op een volgende wereldtitel in 1997, 1998 en 1999. Georgescu prolongeerde met de Roemeense acht haar titel tijdens de Olympische Zomerspelen 2000. Vier jaar later won Georgescu, destijds ruim veertig jaar oud, voor de derde maal op rij de olympische in de acht tijdens de Olympische Zomerspelen 2004. Georgescu sloot haar carrière af met een bronzen medaille in de acht tijdens de Olympische Zomerspelen 2008.

## Resultaten
- Wereldkampioenschappen roeien 1990 in Barrington  in de acht
- Wereldkampioenschappen roeien 1991 in Wenen  in de acht
- Olympische Zomerspelen 1992 in Barcelona  in de acht
- Olympische Zomerspelen 1996 in Atlanta  in de acht
- Wereldkampioenschappen roeien 1997 in Aiguebelette-le-Lac  in de acht
- Wereldkampioenschappen roeien 1998 in Keulen  in de acht
- Wereldkampioenschappen roeien 1999 in St. Catharines  in de acht
- Olympische Zomerspelen 2000 in Sydney  in de acht
- Wereldkampioenschappen roeien 2003 in Milaan  in de acht
- Olympische Zomerspelen 2004 in Athene  in de acht
- Wereldkampioenschappen roeien 2007 in München  in de acht
- Olympische Zomerspelen 2008 in Peking  in de acht

1976: Goretzki & Knetsch & Richter & Ahrenholz & Kallies & Ebert & Lehmann & Müller & Wilke ·
1980: Boesler & Neisser & Köpke & Schütz & Kühn & Richter & Sandig & Metze & Wilke ·
1984: O'Steen & Metcalf & Bower & Graves & Flanagan & Norelius & Thorsness & Keeler & Beard ·
1988: Strauch & Zeidler & Haacker & Wild & Kluge & Schröer & Balthasar & Stange & Neunast ·
1992: Barnes & Taylor & Delehanty & Crawford & McBean & Worthington & Monroe & Heddle & Thompson ·
1996: Tănase & Cochelea & Gafencu & Spîrcu & Olteanu & Lipă & Popescu & Ignat & Georgescu ·
2000: Damian & Susanu & Olteanu & Cochelea & Dumitrache & Lipă & Gafencu & Ignat & Georgescu ·
2004: Florea & Susanu & Bărăscu & Papuc & Gafencu & Lipă & Damian & Ignat & Georgescu ·
2008: Cafaro & Cummins & Davies & Francia & Goodale & Lind & Logan & Shoop & Whipple ·
2012: Cafaro & Francia & Lofgren & Ritzel, Musnicki & Logan & Lind, Davies & Whipple ·
2016: Elmore & Gobbo & Logan & Musnicki, Polk & Regan & Schmetterling & Simmonds & Snyder ·
2020: Roman & Gruchalla-Wesierski & Roper & Proske & Grainger & Mailey & Payne & Wasteneys & Kit ·
2024: Rusu & Anghel & Bodnar & Lehaci & Adam & Bereș & Vrînceanu & Radiș & Petreanu